# 松平親益
松平 親益（まつだいら ちかます、生年不詳 - 寛正6年3月20日（1465年4月15日））は、室町時代の武将。長沢松平家の2代目当主。通称源七郎、上野介。

## 略歴
松平親則の嫡男として三河国に生まれる。初名は益親。母は愛知氏の女。寛正5年（1464年）、眞浄院（岡崎市岩津町）を創設した 。
寛正6年3月20日に死去。法名眼宗。墓所は妙心寺（愛知県岡崎市岩津） 。子に松平親清がいる。